# 도스트 모하마드 칸

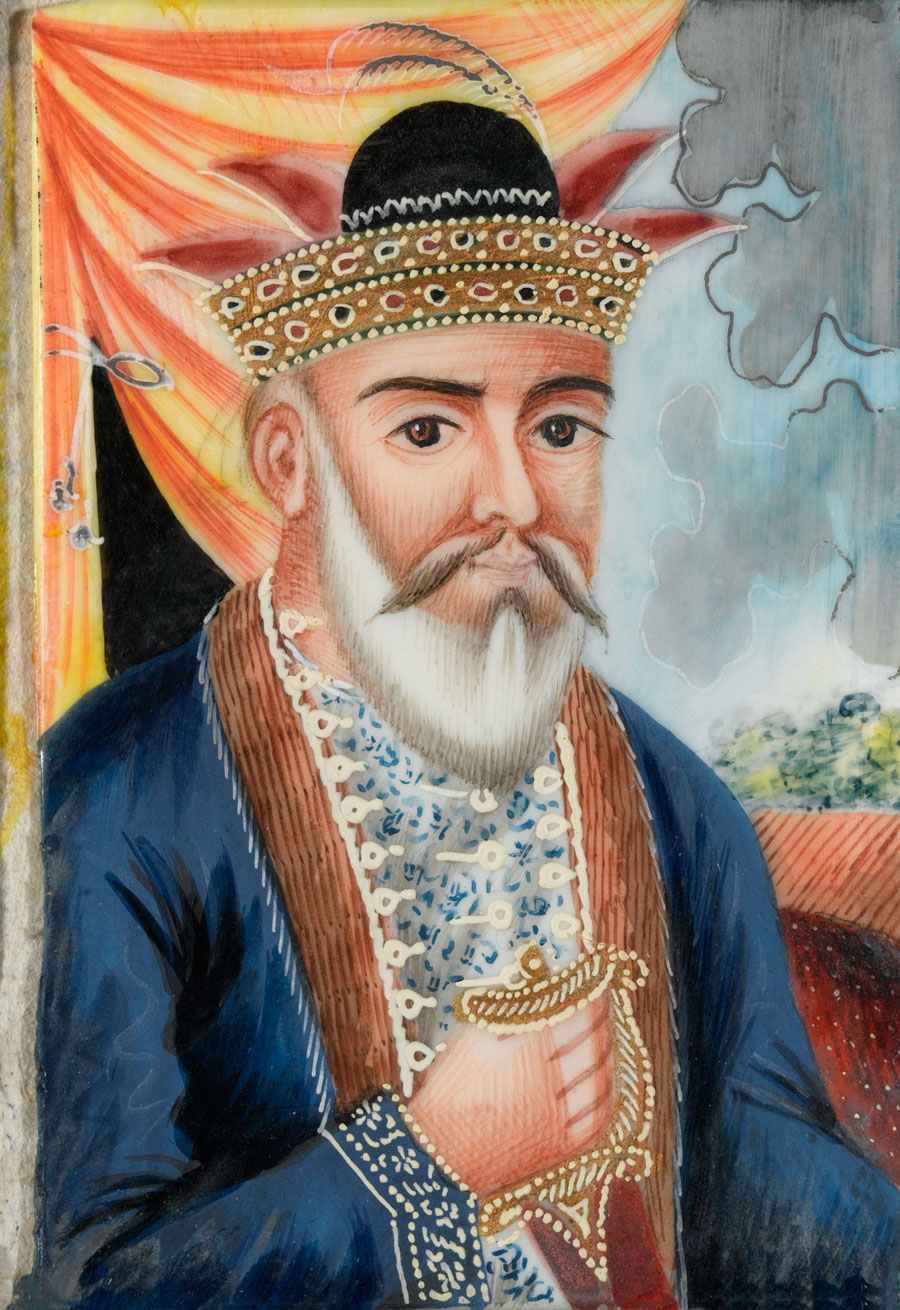
도스트 모하마드

도스트 모하마드(Dost Mohammad, 1793년~1863년)는 아프가니스탄 토후국 바라크자이 왕조의 창시자로 제1차 영국-아프가니스탄 전쟁 중 잠시 폐위당하였다.
두라니 왕조의 재상 가문인 바라크자이족 출신 파테 한의 동생이다. 1818년 형 파테 한이 살해당하고 두라니 왕조가 멸망하자 8년간의 무정부 상태를 마감시키고 초대 왕으로써 바라크자이 왕조를 세워 왕위에 올랐다.
1839년 러시아 제국의 사주를 받아 페르시아와 헤라트 지역을 놓고 싸워 승리했다. 그러나 1839년부터 1842년까지 벌어진 제1차 영국-아프가니스탄 전쟁에서 패배해 굴복했으며 이후 국내처리를 위임받는 조건으로 영국에 협력해 1863년 파라와 헤라트 지역을 병합했다.